# Зонд-2
«Зонд-2» — автоматическая межпланетная станция второго поколения программы «Марс» из серии 3МВ (М-64). Космический аппарат предназначался для передачи информации о межпланетном пространстве, проведения с пролётной траектории научных исследований, в том числе получения снимков Марса и изучения космического пространства около планеты. Станция была разработана в ОКБ-1.
Запуск состоялся 30 ноября 1964 г. с космодрома Байконур 4-ступенчатой ракетой-носителем среднего класса «Молния» T103-16.
В связи с отказом в системе электропитания официально был объявлен одним из космических аппаратов серии «Зонд», предназначенным для отработки техники дальних космических полётов и одновременного изучения космического пространства.

## Цель запуска
В сообщении ТАСС от 2 декабря 1964 года указана такая цель:
- отработка бортовых систем станции в условиях длительного космического полёта и накопление практического опыта,
- проведение научных исследований в межпланетном пространстве[2].

Действительная цель запуска — научные исследования Марса — не была указана.

## Полёт
Последняя четвёртая ступень ракеты-носителя с космическим аппаратом была выведена на промежуточную орбиту искусственного спутника Земли и затем при повторном включении ракетного двигателя обеспечила старт и необходимое приращение скорости для полета к Марсу.
После отделения АМС от четвёртой ступени ракеты-носителя развернулись антенны, раскрылись панели солнечных батарей. Путём соответствующей ориентации всего космического аппарата, солнечные батареи были направлены на Солнце. По причине неполного раскрытия солнечных батарей был зафиксирован пониженный уровень электропитания. В сообщении ТАСС от 2 декабря указано, что по данным телеметрии, полученным в первых сеансах связи, энергоснабжение на борту станции приблизительно вдвое меньше ожидаемого.
Проведение некоторых динамических манипуляций с аппаратом способствовало раскрытию солнечных батарей 15 декабря 1964 года. Однако запланированная дата коррекции траектории полёта уже прошла. Кроме того, полная работоспособность аппарата достигнута не была, в связи с длительным пониженным электропитанием бортовых систем. В ходе дальнейшего полёта произошли отказы этих систем.
Связь с космическим аппаратом была потеряна, по данным совета РАН по космосу, в мае 1965 года. По сведениям из рассекреченного документа США, дата последнего сеанса связи с «Зондом-2» — 07 апреля 1965.
Исходя из расчёта движения станции на основании данных траекторных измерений, можно предполагать, что 6 августа 1965 года «Зонд-2» осуществил неуправляемый пролёт около Марса и продолжил полёт по околосолнечной орбите.

## Результаты
Впервые в условиях космического полета проведено испытание плазменных электрических ракетных двигателей в качестве исполнительных органов системы ориентации. На борту имелось 6 эрозионных импульсных двигателей, работавших на фторопласте, которые функционировали в течение 70 минут; получаемые плазменные сгустки имели температуру ~30 000 К и истекали со скоростью до 16 км/с (конденсаторная батарея имела ёмкость 100 мкФ, рабочее напряжение составляло ~1 кВ).